# Sa'in Qa'leh
Sa'in Qal'eh (farsi صایین‌قلعه) è una città dello shahrestān di Abhar, circoscrizione Centrale, nella provincia di Zanjan in Iran. Nel 2011 aveva 11.939 abitanti. Si trova a nord-ovest di Abhar, sulla grande strada di comunicazione che collega Zanjan a Teheran.